# Jessica Clark (attrice)
Jessica Clark (...) è un'attrice britannica. Nota per il ruolo di Elisabetta Carlotta del Palatinato nella serie televisiva franco-canadese Versailles.

## Biografia
Figlia dell'attrice Lynne Miller e del fotografo Nobby Clark, Jessica Clark ha studiato recitazione all'Università di Hull. Dopo aver lavorato a teatro ed essere apparsa in ruoli minori in serie TV come Doctors e Casualty, dal 2017 al 2018 ha interpretato Elisabetta Carlotta del Palatinato nella serie televisiva Versailles.

## Filmografia

### Attrice

#### Televisione
- Broadside, regia di David Hickman e Bruce Twickler – film TV (2009)
- Testimoni silenziosi (Silent Witness) – serie TV, episodi 13x07-13x08 (2010)
- Doctors – serial TV, puntate 15x203-15x210 (2014)
- Casualty – serie TV, episodio 28x41 (2014)
- Versailles – serie TV, 19 episodi (2017-2018)
- L'amore e la vita - Call the Midwife (Call the Midwife) – serie TV, episodio 8x01 (2019)
- Creature grandi e piccole - Un veterinario di provincia (All Creatures Great & Small) – serie TV, episodi 2x04-2x05 (2021)
- Delitti in Paradiso (Death in Paradise) – serie TV, episodio 11x03 (2022)
- Maria Antonietta (Marie Antoinette) – serie TV, 8 episodi (2025)

### Doppiatrice
- Dragon Quest XI: Echi di un'era perduta (Dragon Quest XI: Echoes of an Elusive Age) – videogioco (2018)
- Warhammer Age of Sigmar: Storm Ground – videogioco (2021)
- Final Fantasy XVI – videogioco (2023)

## Doppiatrici italiane
Nelle versioni in italiano delle opere in cui ha recitato, Jessica Clark è stata doppiata da:
- Federica De Bortoli in Versailles
- Emanuela Damasio in L'amore e la vita - Call the Midwife
- Martina Felli in Maria Antonietta